# Śāstra
Con il sostantivo neutro sanscrito śāstra (devanāgarī: शास्त्र), anglizzato in shastra, si indica un testo, sia in qualità di compendio, commentario, trattato o manuale, con lo scopo di insegnamento, possedendo a volte anche l'autorità sacra. 
Il lemma viene utilizzato nella letteratura induista soprattutto per indicare i commentari ai sūtra.